# Attagenus brunnescens
Attagenus brunnescens là một loài bọ cánh cứng trong họ Dermestidae. Loài này được Pic miêu tả khoa học năm 1904.